# Atomenergia

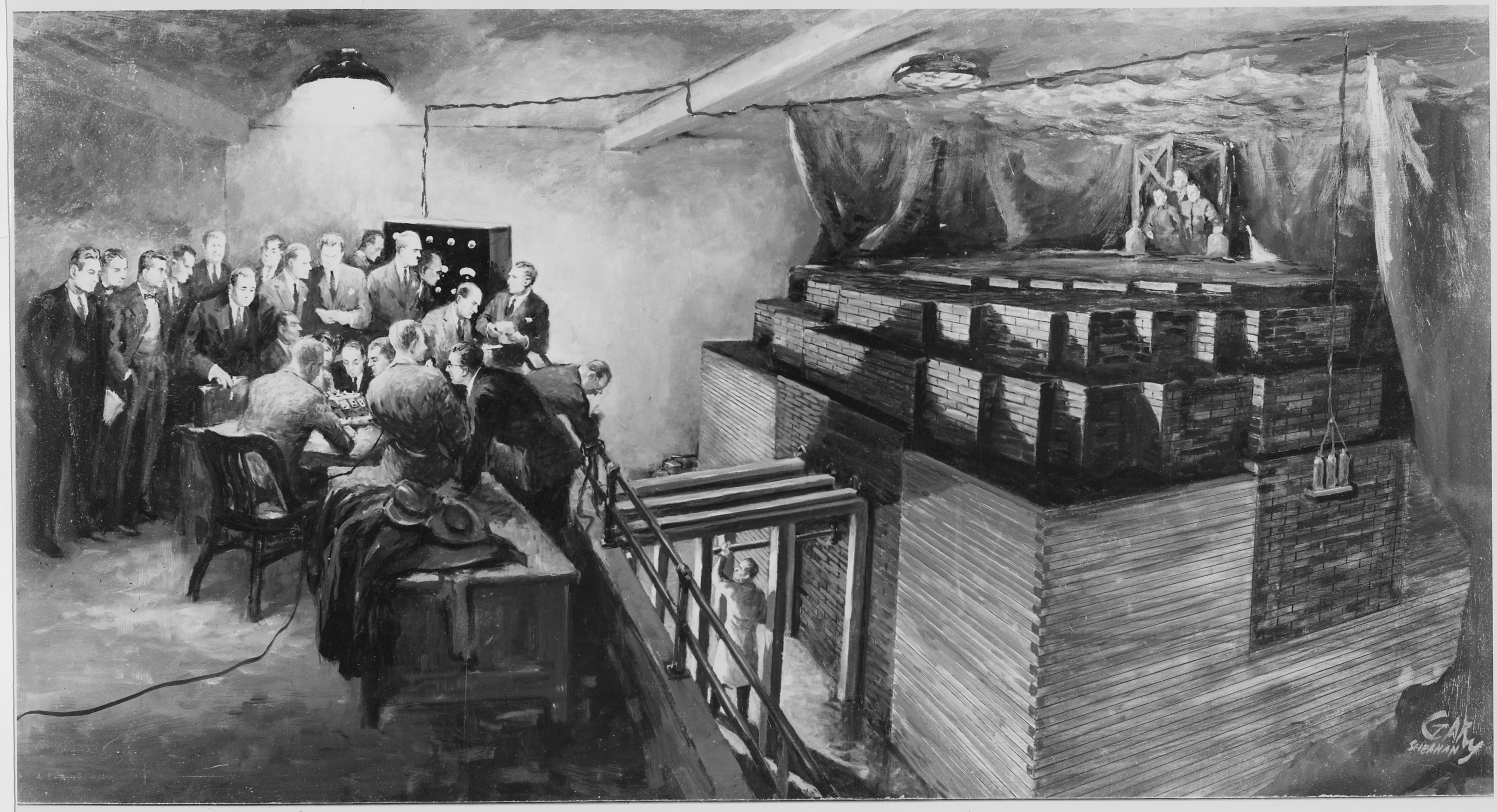
Gary Sheehan rajza az Chicago Pile-1 nevű atommáglya első szabályozott láncreakciójának beindításáról 1942. december 2-án

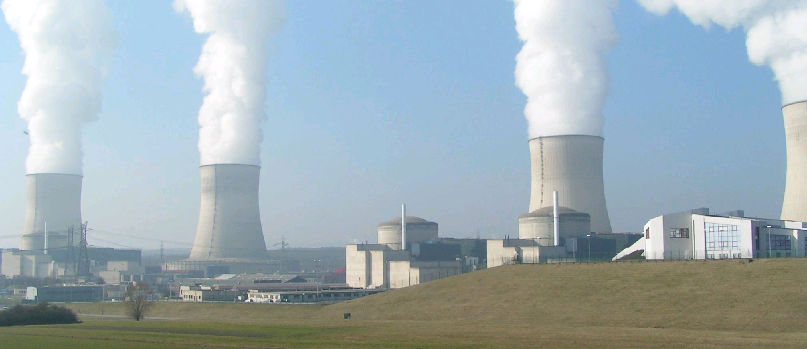
Atomerőmű a franciaországi Cattenomban

Az atomenergia kapacitás fejlődése a világon

Az atomenergia a magreakció kontrollált felhasználása munka, hő és elektromosság formájú energia létrehozásának céljából. Az atomenergia egy irányított láncreakció után keletkezik és hőt hoz létre. Ezt a hőt a víz felforralására, gőz előállítására vagy egy gőzturbina meghajtására használják.
Az első energiatermelést végző atomreaktor a grafit moderátoros Fermi-féle reaktor volt (a felszabaduló energiát csak mérték). A reaktort 1942. december 2-án indították el, és csak néhány percig működött, mivel csak a teóriák ellenőrzésére szolgált. A reaktor teljesítménye kb. 200 W lehetett.
A későbbiekben az ilyen típusú erőműveket az instabil működés ("pozitív üregtényező") miatt az Egyesült Államokban csak plutónium előállítására használták (Windscale). A Szovjetunióban a jobb hatásfok, illetve "egyszerűbb felépítés" miatt elektromos energia termelésre is szívesen használták (Csernobil).
A pozitív üregtényező tényét az Amerikában működő tudósok már az 1950-es években ismerték (Teller Ede), azonban ezt az információt hadititokként kezelték (egyes elemzések szerint ez is hozzájárult a csernobili tragédiához).
A nyomott-vizes reaktorok jelentősen stabilabbak (például a paksi atomerőmű), ugyanakkor ezek sem mentesek a balesetektől (Three Mile Island atomerőmű).
Az új generációs "passzív biztonságú" reaktorok új távlatokat jelenthetnek a biztonság és a hatásfok területén.
Az Egyesült Államokban az atomenergia használatát támogatók ügyüket a minnesotai szenátus elé terjesztették.

## Használata
2004-től az atomenergia nyújtotta a világ energiájának 6%-át és a világ elektromosságnak 13-14%-át. Az Amerikai Egyesült Államok, Franciaország és Japán adja a világ nukleáris energiájának 57%-át. A 2007-es Nemzetközi Atomenergiai Ügynökség (IAEA)-jelentés szerint 439 atomenergia-reaktor van világszerte, 31 országban.
Az Egyesült Államok termeli a legtöbb atomenergiát, ami az ottani villamosenergia 20%-át teszi ki, de százalékos tekintetben Franciaország teszi ki a legtöbbet, a termelés 80%-át (2006). Az Európai Unióban a termelés 30%-át teszi ki. A politika az európai uniós országok között különbözik, így a 27 EU-tagország közül 15 országban van és 12 országban nincs működő atomerőmű. Nincs atomerőmű például Ausztriában, Dániában, Észtországban, Görögországban, Írországban, Lettországban, Lengyelországban, Olaszországban, és Portugáliában.
Sok hadsereg valamint civilek is (például néhány jégtörő hajó) használják a nukleáris meghajtást.